# Rassie Erasmus
Johan C. Erasmus (Puerto Elizabeth, 5 de noviembre de 1972) es un entrenador y exjugador sudafricano de rugby que se desempeñaba como ala. Actualmente es el entrenador de los Springboks, cargo que también ejerció entre 2018 y 2020, el cual ganó la Copa Mundial de Rugby de 2019.

## Entrenador
Al retirarse de los Free State Cheetahs fue elegido entrenador del equipo y los llevó a ganar su segundo título. Esto le permitió ser nombrado director técnico de los Stormers, estuvo al frente durante cinco temporadas y el equipo resultó subcampeón del Super Rugby 2010; es la mejor participación histórica de la franquicia.
En 2016 fue elegido entrenador del poderoso Munster Rugby por tres temporadas. Con el despido de Allister Coetzee fue nombrado entrenador de los Springboks por la South African Rugby Union, estará al frente hasta finalizar la Copa Mundial de Rugby de 2023.
El The Rugby Championship 2019  hizo a los Springboks reclamar su cuarto título del hemisferio sur, el primero desde el inicio del Rugby Championship y el primero desde 2009. Esto se produjo a raíz de las victorias sobre Australia y Argentina, y un primer empate con Nueva Zelanda desde 1994 .
La Copa Mundial de Rugby de 2019 vio a Sudáfrica reclamar una de sus mayores victorias al ganar el título por tercera vez a pesar de una derrota ante Nueva Zelanda en las etapas grupales. La victoria sobre Inglaterra en la final, después de victorias contundentes sobre Japón y Gales en las etapas eliminatorias, vio a Sudáfrica levantar la Copa Webb Ellis en Tokio.
En 2020, Erasmus deja de ser entrenador para convertirse en el director de rugby de Sudáfrica, dejando su cargo al que era el entrenador de defensa Jacques Nienaber.
Luego de que Nienaber se consagrará campeón de la Copa Mundial de Rugby de 2023, Erasmus vuelve a ser el entrenador principal de los Springboks dada la marcha de Nienaber a Leinster.

### Participaciones en Copas Mundiales
| Mundial                       | Sede  | Resultado | PJ | PG | PP | +/-Pts |
| ----------------------------- | ----- | --------- | -- | -- | -- | ------ |
| Copa Mundial de Rugby de 2019 | Japón | Campeón   | 7  | 6  | 1  | 195    |

## Selección nacional
Fue convocado a los Springboks para enfrentar a los British and Irish Lions durante la gira de estos en 1997 y fue capitán en un partido de 1999. En total jugó de 1997 a 2001 con el equipo nacional; disputó 36 partidos y marcó 35 puntos, productos de siete tries.

### Participaciones en Copas del Mundo
Participó del Mundial de Gales 1999 donde jugó como titular todos los partidos importantes y no marcó puntos, los Springboks ganaron su grupo con todas victorias, vencieron al XV de la Rosa en cuartos de final y fueron derrotados en las semifinales por los Wallabies. Los sudafricanos obtuvieron el tercer puesto ante los All Blacks.
| Mundial                       | Sede  | Resultado     | PJ | Tries |
| ----------------------------- | ----- | ------------- | -- | ----- |
| Copa Mundial de Rugby de 1999 | Gales | Tercer puesto | 5  | 0     |

## Palmarés
- Campeón de la Copa del Mundo de Rugby de 2019 (como entrenador).
- Campeón de The Rugby Championship de 1998 (como jugador) y 2019 (como entrenador).
- Campeón de la Currie Cup de 2005 y 2007.